# Palau municipal de Cabanes
El Palau Municipal de Cabanes, és un palau gòtic del segle xv del qual només es conserva la façana principal, que presenta una finestra de tres arcs.
Es troba a la localitat de Cabanes, a la comarca de la Plana Alta. I actualment en ell s'ubica l'Ajuntament de la localitat.

## Història
Cabanes va adquirir una gran rellevància en l'època romana, constituint un important nucli de  romanització. Més tard, durant l'ocupació de la zona pels musulmans, el nucli poblacional existent es va convertir en una alqueria dependent del castell de Miravet.  El Cid va prendre aquestes terres als musulmans l'any 1091, i va aconseguir mantenir-la sota domini cristià fins a l'any 1103. Aquestes terres no van tornar a ser cristianes fins a 1243, però amb anterioritat, Jaume I d'Aragó, va donar les terres l'any 1233 al Bisbe de Tortosa, on Ponç de Torrella, per l'ajuda aportada al monarca en la reconquesta de terres valencianes. Va ser do Ponç de Torrella qui va concedir carta de poblament, i el Bisbat de Tortosa va mantenir el senyoriu fins al segle xix.

## Descripció
El palau municipal de Cabanes (que actualment està ubicat a la Plaça de l'Església, i l'arcada es troba sobre el carrer Sant Mateu.) va ser construït al segle xv, i en ell destaquen els seus finestrals trilobulats d'estil gòtic i els arcs del porxo i del pati interior. Tot i això, hi ha autors que consideren l'edifici d'estil mudèjar.
Durant la  guerra civil del 36, va patir un bombardeig que va destruir la façana que donava al carrer Sant Vicent, que va ser reconstruïda més tard el 1940 en acabar la guerra.
També l'interior s'ha vist afectat per l'esdevenir del temps, tot i que es va tractar de restaurar tal com va haver de ser el 1981.
A l'edifici es trobava la presó d'homes (sota l'arcada característica de l'edifici) i la presó de dones (a l'interior de la llotja que està sota el mateix palau).